# Venceslas de Luxembourg
Venceslas ou Wenceslas (en allemand : Wenzel, en tchèque : Václav), surnommé « l'Ivrogne », né le 26 février 1361 à Nuremberg et mort le 16 août 1419 à Prague, est prince de la maison de Luxembourg, fils de l'empereur Charles IV et de sa troisième femme, Anne de Schweidnitz. Couronné roi de Bohême (en tant que Venceslas IV) déjà en 1363, il est élu roi des Romains en 1376, du vivant de son père, et règne jusqu'à sa destitution en 1400 (en tant que Venceslas Ier) . Il est également électeur de Brandebourg de 1373 à 1378 et duc de Luxembourg (en tant que Venceslas II) de 1383 jusqu'à sa mort.

## Biographie

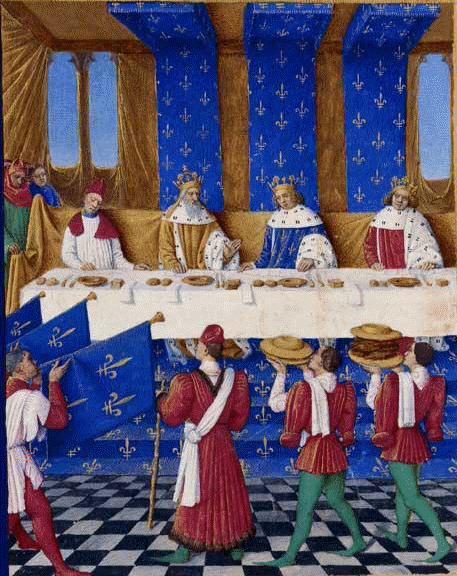
L'empereur Charles IV et son fils Venceslas lors d'un banquet du roi Charles V le Sage, Grandes Chroniques de France, Jean Fouquet, vers 1420.

Venceslas est le fils aîné de l'empereur Charles IV, issu de son troisième mariage avec Anne de Schweidnitz. Destiné à être l'héritier du patrimoine des Luxembourg, il est couronné roi de Bohême dès le 15 juin 1363 à l'âge de deux ans. Le jeune prince grandit à la cour de Prague ; il est formé par Ernest de Pardubice, le premier archevêque de Prague et recteur de l'université Charles, puis par le successeur de ce dernier, Jan Očko z Vlašimi. Le jeune Venceslas était un homme très érudit mais indécis.

### Début du règne
Élu à l'unanimité roi des Romains le 10 juin 1376 à Francfort, il est couronné par l'archevêque de Cologne Frédéric le 6 juillet à Aix-la Chapelle. À l'âge de 17 ans, il succède à son père à la tête du Saint-Empire bien qu'il ne soit jamais formellement couronné « empereur des Romains » par le pape à Rome. 
Le caractère du nouveau roi, qui a bénéficié d'une jeunesse protégée, est marqué par un manque de dynamisme engendrant chez lui désintérêt et inefficacité aggravés par son alcoolisme qui lui vaut son surnom de « l'Ivrogne ». Venceslas est l'un des souverains les plus décriés par l'historiographie germanique ; il partage avec Charles le Gros l'opprobre d'avoir été les seuls souverains à être destitués pour indignité.
À la mort de Charles IV ses possessions sont partiellement démembrées et le pouvoir de Venceslas se trouve réduit : Sigismond, son demi-frère cadet, reçoit en 1378 l'électorat de Brandebourg et en 1387 il devient roi de Hongrie du droit de son épouse Marie. Le prince Jean, son autre demi-frère, reçoit le bailliage de Görlitz en Haute-Lusace. Leur oncle Jean-Henri (mort en 1375), frère cadet de Charles IV, avait obtenu dès 1346 le margraviat de Moravie qui revient à ses fils Jobst, Jean Sobeslav et Procope. En 1383, à la mort sans enfants légitimes de son oncle et homonyme Venceslas Ier, le demi-frère de son père, Venceslas reçoit le duché de Luxembourg mais il doit le donner en gage dès 1390 à son cousin Jobst de Moravie.

### Querelles
Au cours des luttes du grand schisme d'Occident, le nouveau roi prend le parti du pape de Rome Urbain VI, ce qui l'éloigne de la cour de France qui soutenait le pape d'Avignon, Clément VII. En contrepartie il se rapproche de l'Angleterre et sa demi-sœur Anne de Bohême épouse en 1382 le roi Richard II Plantagenêt. En Germanie, ses activités dans l'intérêt des princes, notamment en Souabe, étaient en conflit avec celles des villes d'Empire. De plus Venceslas entre rapidement en conflit avec l'archevêque de Prague Jan z Jenštejna, soucieux du maintien de ses prérogatives et fait arrêter le 20 mars 1393 son vicaire général, Jean Népomucène, cruellement torturé et précipité dans la Vltava du pont Charles. 
Le meurtre de Jean Népomucène provoque une fronde de l'« Union seigneuriale » groupée autour des burgraves Henri de Rosemberg et Henri de Neuhaus, qui arrêtent le roi à Králův Dvůr le 8 mai 1394 et nomment son cousin le margrave Jobst de Moravie « Administrateur du Royaume ». Venceslas, emprisonné au château de Wilberg en Autriche, est libéré le 1er août grâce à l'intervention de son frère cadet Jean de Goerlitz et de l'électeur Robert II du Palatinat. Toutefois, il ne respecte pas les conditions prévues pour sa libération et en avril 1395 il fait arrêter son cousin Jobst, ce qui lui aliène le duc Albert III d'Autriche et son frère Jean qui avait été nommé Administrateur. Les morts respectives de ses nouveaux adversaires en 1395 et 1396 lui donnent un répit et lui permettent de négocier avec les nobles.

### Destitution
Venceslas Ier est accusé de consacrer plus de temps à ses terres tchèques qu'à ses devoirs de futur empereur, accordant moyennant finance, en mai 1395, le titre ducal à Jean-Galéas Visconti, et de faiblesse, en cédant lors de l'entrevue de Metz, le 23 mars 1398 au roi de France Charles VI, sur la question pontificale qui déchire alors la chrétienté. Il ne prend pas non plus la mesure du conflit qui oppose les cités d'Empire aux seigneurs provinciaux qui souhaitent les dominer. Il rencontre enfin les princes d'Empire à la Diète de Nuremberg en 1397, puis à celle de Francfort en 1398. Mais il ne répond pas à la convocation des quatre princes-électeurs rhénans à Oberlahnstein, le 4 juin 1400. En conséquence, il est déposé par les électeurs réunis en assemblée à Rhens le 20 août, en faveur de Robert III du Palatinat, issu de la dynastie rivale des Wittelsbach, dont Venceslas refusera de reconnaître la légitimité.
Mettant à profit la situation confuse, son frère Sigismond de Hongrie effectue un « coup d'État » en Bohême ; le 6 mars 1402, il fait emprisonner Venceslas, le confie à la surveillance des Habsbourg à Vienne et nomme l'évêque Jean de Litomysl régent de Bohême. Sigismond parvient également à neutraliser son cousin Procope de Moravie, suscitant ainsi la méfiance du frère de ce dernier Jobst. Venceslas parvient à revenir en Bohême, avec le soutien de l'aristocratie, en novembre 1403, mais son retour sur le trône s'accompagne de nouvelles concessions à la noblesse qui est la véritable bénéficiaire de cette querelle familiale, à l'image du nouvel archevêque de Prague Zbyněk Zajíc de Hazmburk (en) (1402-1411), membre d'une grande famille aristocratique ; le roi doit même accepter l'exécution le 23 juin 1405 de son chambellan Sigismond Huler, fils d'un bourgeois d'Egra. 
En 1409, le concile de Pise élit un nouveau pape, Alexandre V, et reconnaît Venceslas comme seul vrai roi de Germanie. Toutefois, après la mort du roi Robert Ier le 18 mai 1410, Sigismond se fait élire roi des Romains le 20 septembre et reste sans concurrent après le décès de Jobst le 18 janvier 1411.

### Révolte des hussites

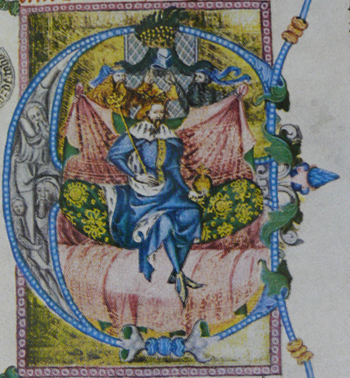
Illustration extraite de la Bible de Wenceslas, vers 1400.

Les maîtres allemands exerçant à l'Université entrent en conflit avec Jan Hus, recteur de l'université de Prague et prédicateur en vogue de la chapelle de Bethléem. Par leurs plaintes auprès du pape Grégoire XII, ils exaspèrent le roi qui par le décret de Kutna Hora du 18 janvier 1409 modifie la répartition des voix dans l'enseignement supérieur en faveur des Tchèques. Venceslas accorde jusqu'en 1412 son soutien au réformateur et à ses disciples, en dépit des demandes de l'Église, qui exige qu'ils soient traités comme hérétiques. Jan Hus se rend le 3 novembre 1414 au concile de Constance pour défendre ses thèses avec un sauf-conduit de Sigismond Ier de Luxembourg, mais il est arrêté dès son arrivée, jugé par un tribunal, condamné et brûlé vif le 6 juillet 1415. 
Venceslas et l'archevêque de Prague Conrad de Vechta (1413-1431) tentent en vain de rétablir l'autorité de l'Église, mais le 10 mars 1417 l'université de Prague reconnaît la « communion sous les deux espèces » pour les laïcs. La fin du règne de Venceslas est assombrie par le conflit religieux qui éclate le 30 juillet 1419, jour où sept conseillers trouvent la mort après avoir été défenestrés de l'hôtel de ville de Prague. Le roi Venceslas IV meurt d'une attaque le 16 août suivant.

### Succession
Son frère Sigismond, qui lui avait succédé comme roi des Romains après l'interrègne de Robert de Wittelsbach, prend le titre de roi de Bohême le 28 juillet 1420 au Hradčany à Prague, mais il ne parvient pas à prendre cette ville. Ce n'est qu'en 1436, à la veille de sa mort, qu'il contrôlera la Bohême, dirigée par un collège de vingt « Directeurs » jusqu'en 1434, et livrée aux guerres hussites.

## Mariages
En 1370, Venceslas épousa Jeanne de Bavière (1362-1386), fille d'Albert Ier de Hainaut, duc de Bavière-Straubing, comte de Hainaut et de Hollande, et de Marguerite de Brzeg. Elle meurt à l'âge de 24 ans après avoir été attaquée par l'un des chiens de chasse de son mari.
En 1389, il épousa en secondes noces Sophie de Bavière (1376-1425) fille du duc Jean II de Bavière et de Catherine de Goritz.
Ses deux unions demeurent sans postérité.

## Armoiries
Selon l'Armorial de Gelre (Folio 68v, Le Seigneur de Gaesbeeck), son blason prenait la forme suivante :
| Figure | Blasonnement |
|        | De gueules, au lion d'argent, à la queue fourchée passée en sautoir, armé, lampassé et couronné d'or. Cimier : Un vol de sable, chargé d'un semé de feuilles de tilleul d'or ; une couronne d'or ; une croisette du même, sommant le premier fleuron. |

## Sources
- Joseph Calmette, Le Reich allemand au Moyen Âge, Paris, Éditions Payot, 1951.
- François Dvornik, Les Slaves : histoire, civilisation de l'Antiquité aux débuts de l'Époque contemporaine, Paris, Éditions Du Seuil, 1970 (ISBN 9782020026673).
- Jörg K. Hoensch (trad. de l'allemand par Françoise Laroche), Histoire de la Bohême : des origines à la révolution de velours, Paris, Éditions Payot & Rivages, 1995, 523 p. (ISBN 2-228-88922-9, OCLC 34059177).
- Pavel Bělina, Petr Čornej et Jiří Pokorný, Histoire des Pays tchèques Points Histoire U 191, Éditions Du Seuil, Paris, 1995  (ISBN 2020208105).